# Nuttallanthus subandinus
Nuttallanthus subandinus là một loài thực vật có hoa trong họ Mã đề. Loài này được (Diels) D.A. Sutton mô tả khoa học đầu tiên năm 1988.